# (612658) 2003 TH58
(612658) 2003 TH58 est un objet transneptunien du groupe des plutinos.

## Caractéristiques
Son diamètre est estimé à environ 200 km.